# Matteo Darmian
Matteo Darmian (pronunție în italiană [matˈtɛo darˈmjan]; n. 2 decembrie 1989) este un fotbalist italian care joacă pentru clubul Internazionale Milano și la echipa națională de fotbal a Italiei.

## Palmares

### Club
Milan
- UEFA Champions League (1): 2006–2007
- Supercupa UEFA (1): 2007

### Individual
- Oscar del Calcio/Serie A Team of the Year: 2013–14[5]
- Pallone Azzurro: 2014[6]

## Legături externe
- Profile at Torino's official club website it
- Profil Arhivat în 17 august 2010, la Wayback Machine. pe site-ul oficial it
- Profil la Assocalciatori.it it
- Profil Arhivat în 8 octombrie 2011, la Wayback Machine. la EmozioneCalcio.it it
- Profil Arhivat în 8 martie 2012, la Wayback Machine. la FIGC.com it